# Гней Кальпурній Пізон (консул 139 року до н. е.)
Гней Кальпу́рній Пізо́н (лат. Gnaeus Calpurnius Piso; 185 до н. е. — після 139 до н. е.) — політичний діяч Римської республіки, консул 139 року до н. е.

## Життєпис
Походив із заможного плебейського роду Кальпурніїв. Син Гнея Кальпурнія Пізона, монетарія 189—180 років до н. е. Про його молоді роки мало відомостей. 
У 139 році до н. е. його обрано консулом разом з Марком Попілієм Ленатом. Якихось значних подій за час їхньої каденції не відбулося. Подальша доля невідома.